# Myszołów szerokoskrzydły
Myszołów szerokoskrzydły (Buteo platypterus) – gatunek średniej wielkości ptaka drapieżnego z rodziny jastrzębiowatych (Accipitridae). Zamieszkuje Amerykę Północną, część populacji zimuje w Ameryce Południowej. Nie jest zagrożony wyginięciem.

## Systematyka
Wyróżniono 6 podgatunków B. platypterus:
- B. platypterus platypterus – środkowa i południowo-wschodnia Kanada, wschodnie USA.
- B. platypterus cubanensis – Kuba.
- B. platypterus brunnescens – Portoryko.
- B. platypterus insulicola – Antigua (Małe Antyle).
- B. platypterus rivierei – Dominika, Martynika, Saint Lucia (Małe Antyle).
- B. platypterus antillarum – Saint Vincent, Grenada (Małe Antyle) i Tobago.

## Morfologia

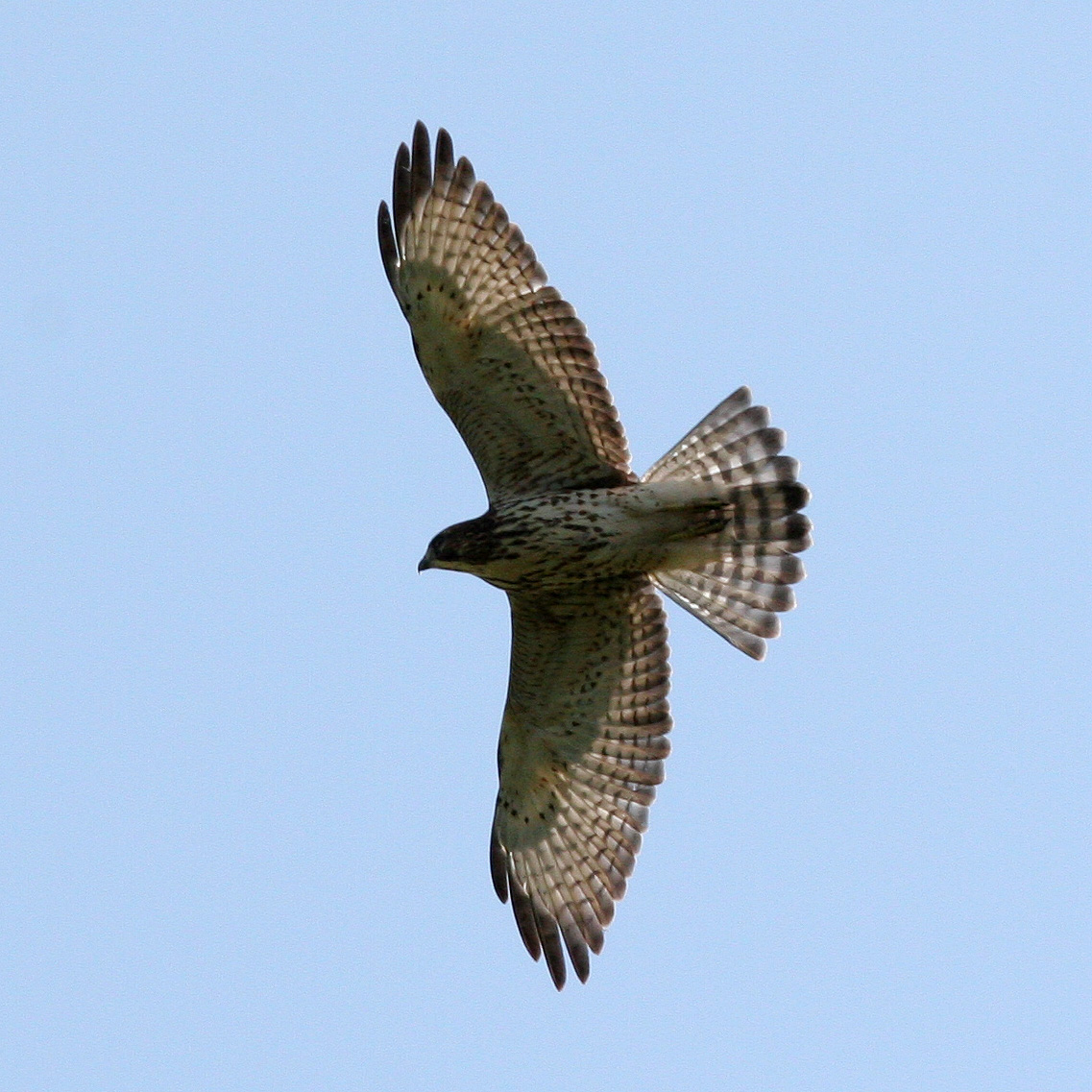
Myszołów szerokoskrzydły w locie

Długość ciała 34–44 cm, rozpiętość skrzydeł 81–100 cm. Masa ciała 265–560 g.
Krępy ptak. Wierzch ciała brązowy, spód biały, z rdzawymi prążkami. Ogon z czarnymi oraz białymi przepaskami. Spód skrzydeł biały, z ciemną krawędzią z tyłu.

## Zasięg i środowisko
Występuje w Ameryce Północnej, w tym na wyspach Karaibów. Podgatunek nominatywny jest wędrowny – zimuje od Meksyku przez Amerykę Środkową po Peru, Boliwię i zachodnią Brazylię, bardzo rzadko osiąga północną Argentynę (prowincja Jujuy); regularnie zimuje także w południowej części Florydy. Podczas migracji szybuje wzdłuż wybrzeży i grzbietów górskich, często w dużych stadach. Pozostałe, wyspiarskie podgatunki są osiadłe.
Zamieszkuje suche i wilgotne lasy liściaste i mieszane, sporadycznie iglaste. Często poluje na obrzeżach terenów podmokłych i wzdłuż dróg.

## Zachowanie
Duże gniazdo zbudowane z patyków i wyłożone mchem i korą, umieszczone wysoko na drzewie. W zniesieniu 2–3 (rzadziej 4) jaja koloru białego z brązowym plamkowaniem. Inkubacja trwa zwykle 28–31 dni, a zajmuje się nią samica, samiec w tym czasie dostarcza jej pożywienie. Młode opuszczają gniazdo po 5–6 tygodniach od wyklucia, ale są jeszcze przez pewien czas karmione przez rodziców. Dojrzałość płciową uzyskują pomiędzy pierwszym a drugim rokiem życia, choć większość osobników przystępuje po raz pierwszy do lęgów w wieku co najmniej dwóch lat.
Żywi się wężami, jaszczurkami, konikami polnymi, czasami także ptakami. Najczęściej poluje z zasiadki.

## Status
Międzynarodowa Unia Ochrony Przyrody (IUCN) uznaje myszołowa szerokoskrzydłego za gatunek najmniejszej troski (LC – least concern) nieprzerwanie od 1988 roku. Trend liczebności populacji uznaje się za wzrostowy.